# Isotomodes fiscus
Isotomodes fiscus är en urinsektsart som beskrevs av Christiansen och Bellinger 1980. Isotomodes fiscus ingår i släktet Isotomodes och familjen Isotomidae. Inga underarter finns listade i Catalogue of Life.